# Kamarupa
350–1140
Le Kamarupa (assamais : কামৰূপ ৰাজ্য, aussi appelé Pragjyotisha) est un ancien royaume indien qui occupe aujourd'hui le territoire de l'Assam, dans le nord-est de l'Inde. Malgré le règne de nombreux souverains issus de trois dynasties, les frontières de cet État sont restées assez stables au cours du temps, notamment grâce aux remparts naturels qui l'entourent. La région est restée sous le contrôle de la dynastie Varman de 350 à 650. Bien que vassal de l'empire Gupta au IVe siècle, le Kamarupa resta un royaume indépendant. Si le royaume réussit à repousser les invasions musulmanes du XIIIe siècle, celui-ci fut infiltré par la tribu Ahom, qui prit progressivement le contrôle de la région. Cette tribu, originaire du Myanmar, appelait la région "Assam", nom qui finit par supplanter "Kamarupa". Siège d'un mélange culturel unique entre l'Asie du Sud et l'Asie du Sud-Est, la région a notamment vu émerger la forme tantrique de l'Hindouisme.
Bhāskaravarman (600 — 650) est le dernier roi de la dynastie qui contrôle le royaume.